# Последний единорог Мэйбл
«Последний единорог Мэйбл» (англ. The Last Mabelcorn) — 15 серия 2 сезона американского мультсериала «Гравити Фолз».

## Сюжет
Эпизод начинается ночью, когда Диппер и Мэйбл спят на чердаке, а Форд — в своей комнате. Форду снится, что он стоит в пшеничном поле. Вокруг него находятся качели, разрушенный корабль «Боевой Стэн» и вселенский портал. Он видит, как пшеница образуется в образ Билла Шифра. Появляется сам Билл и приветствует Форда, называя его «старым приятелем». Билл говорит, что он всегда готов заключить сделку для подготовки к «большому дню». Также он говорит Форду, что тот не сможет вечно охранять межпространственную трещину, и когда-нибудь он совершит ошибку. Форд отвечает, что он не властен над этим измерением, но Билл утверждает, что скоро всё изменится. Во сне Форда мигают несколько образов. Он просыпается и говорит себе, что должен предупредить семью.
Утром Диппер и Мэйбл ищут в кладовке любую настольную игру, чтобы в неё поиграть, а Стэн пытается продать мопсов. Форд созывает всех на семейный совет; Диппер и Мэйбл приходят. Форд показывает им образ Билла и спрашивает, знают ли они, кто это. Диппер и Мэйбл говорят, что уже встречали его и даже побеждали 2 раза. Форд объясняет им, что Билл становится всё сильнее, и чтобы оградиться от его игр разума, нужно несколько магических ингредиентов, в том числе волос единорога. Форд просматривает Дневник № 1 и показывает детям, что для того, чтобы раздобыть волосы единорога, нужно иметь чистое сердце. Мэйбл сразу же соглашается идти искать единорога, потому что она их обожает и имеет самое чистое сердце среди находящихся в комнате, с чем Диппер и Форд соглашаются. Форд даёт Мэйбл арбалет и Дневник № 1. Она зовёт Гренду, Кэнди и Венди, чтобы вместе пойти за волосами единорога. Когда Мэйбл уходит, Форд отводит Диппера в свой личный кабинет на −2 этаже Хижины, о котором не знает даже Стэн. Форд показывает ему сеть терминалов, подключённых к шлему — Проект «Mentem», который шифрует мысли от Билла. Это нужно на случай того, если Мэйбл не сумеет добыть волосы единорога.
В это время Гренда и Кэнди идут с Мэйбл, потому что хотят увидеть единорога, а Венди, пошла вместе с ними, чтобы защитить их от возможных опасностей. Подойдя к волшебной части леса, Мэйбл достаёт Дневник № 1 и читает, что вызвать единорога можно глубоким и низким пением друидов. Гренда начинает петь, и из-под земли поднимается поляна единорогов.
Внутри на скале сидит единорог, которая представляется как Селестабелль-а-беттабелль. Мэйбл подходит к ней и говорит, что ей нужны её волосы. Селестабелль-а-беттабелль говорит, что просканирует её сердце своим рогом. Сделав это, она заявляет что у Мэйбл сердце нечисто. Из-за этого Мэйбл расстраивается и уходит. Чтобы доказать, что у неё чистое сердце, она решает сделать 1000 добрых дел.
В это время Форд подключает Диппера к терминалу и хочет зашифровать его мысли. Форда рассказывает о Билле, в том числе то, что Билл «старше нашей галактики». Билл приходит из альтернативного измерения, известного как Царство кошмаров, но не может физически находится в другом измерении. Поэтому он и хочет, чтобы межпространственная трещина была освобождена из колбы.
Мэйбл совершает множество добрых дел и приходит обратно к единорогу, но та до сих пор считает, что у Мэйбл нечистое сердце. Мэйбл в слезах убегает, а её подруги решают достать волосы единорога путём насилия, не сказав об этом Мэйбл. Они приходят к гномам и находят того, кто достанет им пыльцу фей для усыпления единорога. Девочки возвращаются к единорогу и усыпляют его. В тот момент, когда они хотят отрезать волосы единорога, приходит Мэйбл и выхватывает ножницы из рук Венди, но тут Селестабелль-а-беттабелль просыпается и думает, что Мэйбл хотела отрезать её волосы, так как увидела в её руках ножницы. Приходят другие единороги, объясняя девочкам, что их обманули и эта чушь с чистым сердцем придумана лишь для того, чтобы люди их не доставали. В ярости Мэйбл ударяет Селестабелль-а-беттабелль. Начинается драка между девочками и единорогами.
В это же время шифровка мыслей Диппера происходит очень медленно, и Диппер думает над тем, чтобы узнать мысли Форда, так как понимает, что он что-то скрывает о Билле. Подключив Форда к терминалу, Диппер видит воспоминания Форда о заключении сделки с Биллом. Форд просыпается и снимает с себя шлем, говоря, что делать этого не стоило. Шлем отскакивает от пола и задевает простыню, которая сползает и открывает стены с гобеленами, на которых изображён Билл, и полочки с его статуэтками. Диппер думает, что Билл завладел телом дяди, так как линзы его очков отсвечивали жёлтым, а зрачков не было видно, и берёт стиратель памяти, чтобы изгнать демона. Диппер стреляет, но луч отскакивает от металлической пластины в голове Форда и попадает в Проект «Mentem», ломая его. Форд хватает Диппера и показывает глаза, чтобы доказать, что это он. Далее Форд рассказывает о том, как познакомился с Биллом и узнал о его планах: давным-давно Форда продолжал грызть вопрос о причине возникновения аномалий в Гравити Фолз, но он так и не смог это узнать. Однажды, во время раскопок в пещере, он нашёл записи на стенах, согласно которым существует некто, способный ответить на любой вопрос. Форд произнёс слова в слух, но ничего не случилось. Позже во сне он встречает того самого некто — Билла Шифра. Демон говорит, что он — Муза и заслуживает доверие Форда. Билл помог ему придумать портал, а взамен демон мог вселяться и выселяться из его тела, когда захочет. Но на испытаниях портала МакГакет узнаёт о настоящих планах Билла. Разозлённый Форд встречается с Биллом, а тот объясняет, что использовал его, дабы его друзья (жуткие существа) проникли в наш мир. Форд отключает портал. Он объясняет что: если Билл заполучит и разобьёт сферу, то тогда наступит конец света…
Чуть позже Диппер и Форд сидят на кухне в Хижине Чудес, к ним приходит избитая, но довольная Мэйбл с подругами. Она принесла волосы единорога и сокровища, которые единороги им отдали, чтобы девочки от них отстали.
В титрах Диппер и Форд заканчивают создавать защитное поле. За ними наблюдает Билл Шифр, который понимает, что никем из Хижины ему не завладеть, и решает найти кого-то за пределами этого дома.

## Вещание
В день премьеры эпизод посмотрели 842 тысячи человек.

## Отзывы критиков
Обозреватель развлекательного веб-сайта The A.V. Club Аласдер Уилкинс поставил эпизоду оценку «A-», отметив, что «важнейшей слабостью Форда является его восприимчивость к лести, когда речь идёт о его собственной выдающейся гениальности. В этом вопросе у них с Диппером слишком много общего; Форд становится жертвой ложных утверждений Билла о том, что он был музой гения. У Диппера и Форда одинаково опасное, кажущееся парадоксальным сочетание самоуверенности и неуверенности в себе, и эта скрытая неуверенность в себе как раз и приводит к ошибкам, ради сокрытия которых они готовы подвергать опасности жизни. Мэйбл и её друзья триумфально одержали победу в этом эпизоде, поскольку поиски шерсти единорога оказались настолько же уморительно сложными, как и предсказывал Форд». Также критику понравилось, что «в этом эпизоде больше внимания уделялось подружкам Мэйбл — Гренде, Кэнди и Венди, нежели в предыдущих сериях, где всё внимание забирала на себя семья Пайнс (и может быть, иногда, Зус). Серия смещает акцент с конкретного вопроса о том, как оценивают Мэйбл, на нелепость того, чтобы позволять конкретному человеку (в данном случае, единорогу) судить кого-либо. Это эпизод, в котором эмоциональный интеллект находится на высоком уровне, и позволение всем главным женским персонажам сериала стать лидерами в своей собственной главной сюжетной линии даёт мультсериалу шанс исследовать вопросы, которые труднее затрагивать, когда Диппер также присутствует в качестве главного персонажа. Это ещё одна причина, по которой эпизод ощущается как смена темпа по сравнению с другими недавними эпизодами».

## Криптограммы
- Криптограмма в конце титров гласит S UPYTYH DIP GAVO QETHI MCBK OHK XEXJB VRW YOUWCHIA VRSV OQ LRDIA. После расшифровки шифром Виженера получается A SIMPLE MAN WITH EAGER EARS MAY TRUST THE WHISPERS THAT HE HEARS (рус. Простой и любопытный человек, возможно, поверит шёпоту, что слышит)[4][5].

- На странице в конце эпизода есть криптограмма 21-15-8-16-19-6 15-10 21-15-8-16-19-6 17-23-11-19 16-19 5 17-23-11-19 16-19 23 10-19-19-20-5 23 8-23-1-10 5-3-6-19 4-9 22-19 5-3-6-19 4-9 13-10-9-1 1-16-15-21-16 25-9-3 5-15-20-19 25-9-3 6-19 9-10. После расшифровки получается: IN CIPHER’S GAME HE NEEDS A PAWN, BE SURE TO KNOW WHICH SIDE YOU’RE ON (рус. В игре Шифра ему нужна лишь пешка, будьте готовы узнать, на чьей вы стороне)[4][5].